# Albalate del Arzobispo
Albalate del Arzobispo è un comune spagnolo di 2 185 abitanti situato nella comunità autonoma dell'Aragona.
Cittadina medievale, può vantare un maestoso Castillo arzobispal (Castello arcivescovile) in stile gotico, edificato fra il XIII e il XIV secolo. La Iglesia de la Asunción presenta invece un felice connubio fra elementi gotici e rinascimentali (XVI secolo). Negli immediati dintorni del paese si può ammirare il Santuario de la Virgen de Arcos, dalle eleganti forme barocche (XVII secolo).